# Amiga (Plattenlabel)

Logo von Amiga, 1950er Jahre bis 1969

Logo von Amiga, ab 1969

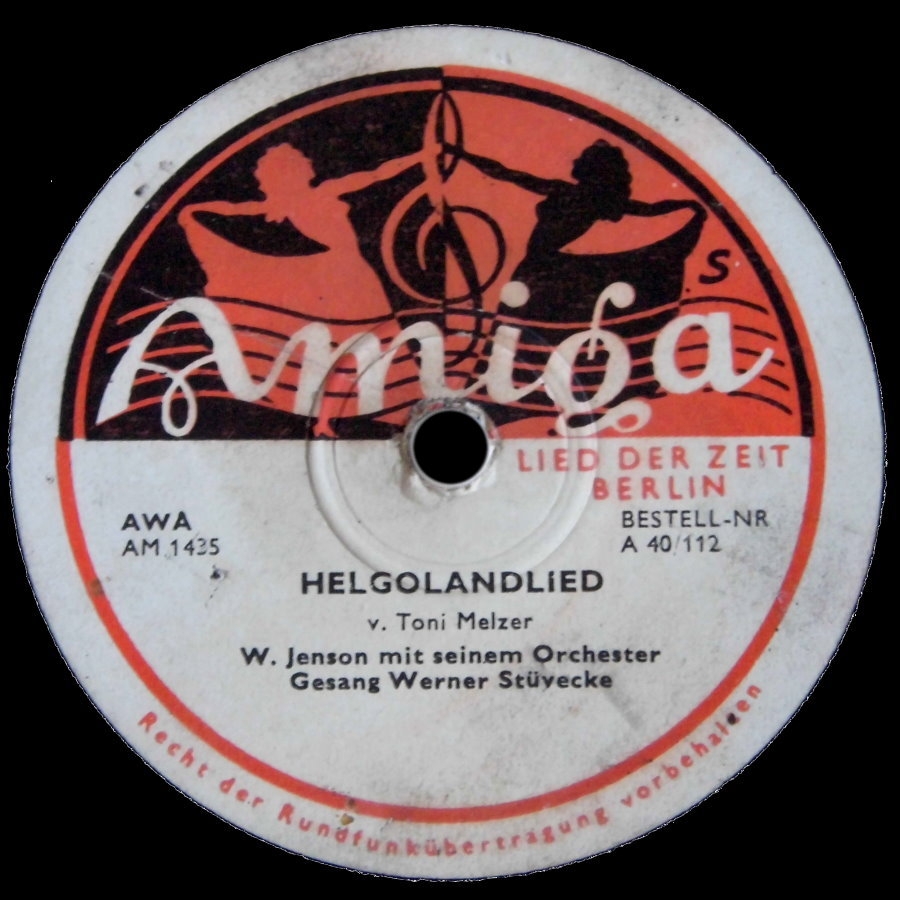
Helgolandlied AM1435, Walter Jenson mit seinem Orchester, Berlin 1952

Amiga (eigene Schreibweise auch: AMIGA) war ein Musiklabel des von Ernst Busch gegründeten Musikverlags Lied der Zeit Schallplatten-Gesellschaft mbH, Berlin. 1954 ging es über auf den staatlichen DDR-Tonträgerproduzenten VEB Deutsche Schallplatten Berlin und war im VEB nun dem Ministerium für Kultur nachgeordnet. Amiga sollte die Bandbreite der populären Musik abdecken. Darunter fielen Beat-, Rock- und Popmusik ebenso wie Jazz, Schlager, volkstümliche Musik und populäre Instrumentalmusik. Amiga wurde am 3. Februar 1947 gegründet und bestand bis 1994. Seitdem wird das Repertoire von mehr als 30.000 Titeln (von 2200 Schallplattenproduktionen und 5000 Singles) von der BMG Berlin Musik GmbH, jetzt Sony Music Entertainment, vermarktet. Als Markenname für Veröffentlichungen von Tonträgern aus der DDR-Zeit wird Amiga weiterhin verwendet.

## Repertoire
Das Kernrepertoire von Amiga bestand aus Tanz- und Unterhaltungsmusik von Künstlern aus der DDR. Die Kontingentierung der musikalischen Genres sowie die Auswahl der Künstler, ihrer Stücke und Texte unterlag den staatlichen Vorgaben der DDR-Kulturpolitik. Schlager sowie Rock/Pop nahmen zuletzt jeweils 25 % des Gesamtausstoßes ein, Blues/Jazz und Folk jeweils 15 %, der Rest verteilte sich auf Stimmungsmusik, Kinderlieder sowie leichte Klassik. Nach dem Aufkommen des Rock ’n’ Rolls und Beats in den 1960er Jahren war der „harte Beat“ rasch verpönt, anstelle dessen wurden auch im Rock/Pop-Bereich bevorzugt Stücke mit „liedhaftem“ Charakter produziert.
Vereinzelt wurden von Amiga getragene Produktionen, vor allem von Karat, Silly, den Puhdys und City, in der Bundesrepublik Deutschland als Lizenz übernommen, unter anderem vom westdeutschen Plattenlabel Teldec. Im Bereich des freien Jazz übernahm Amiga dagegen „westliche“ Aufnahmen der Free Music Production von DDR-Musikern, beispielsweise von der Ulrich Gumpert Workshop Band und vom Trio Kowald-Smith-Sommer und veröffentlichte sie als Amiga-Platte. In den späten 1980er Jahren kam es außerdem zu Koproduktionen mit westlichen Vertragspartnern. Unter anderem wurden einige Aufnahmen von Ost-Künstlern im West-Berliner Ariola-Studio eingespielt oder von westlichen Gastproduzenten betreut.

## Lizenzproduktionen
Neben Künstlern aus der DDR wurden ab Mitte der 1960er Jahre auch ausgewählte Singles und LPs von Künstlern aus dem westlichen Ausland in Lizenz verlegt, die wegen des insgesamt geringen Angebots an westlicher Musik und den üblicherweise niedrigen Auflagen – Michael Rauhut nennt eine vertragliche Vereinbarung von 10.000 Exemplaren pro Lizenzpressung – meist schnell vergriffen waren. Zumeist wurden keine Einzelalben lizenziert, sondern eine Zusammenstellung von Titeln aus mehreren Alben der Interpreten (z. B. Greatest Hits von Depeche Mode oder The best of The Alan Parsons Project). Zu den ersten Lizenz-LPs zählten in den 1960er Jahren Alben der Beatles und von Bob Dylan. In den frühen 1970er Jahren gab es wegen der restriktiveren Kulturpolitik und der knappen Devisen zumeist nur Lizenzpressungen von osteuropäischen Interpreten wie Czesław Niemen oder Omega, bevor in den späten 1970er und insbesondere mit der sinkenden Popularität der nationalen Produktionen in den 1980er Jahren wieder zahlreiche Lizenzpressungen von bekannten Interpreten aus den USA, dem Vereinigten Königreich und der Bundesrepublik Deutschland erschienen. Jazz- und Blueslizenzen erschienen innerhalb der Reihen Amiga Jazz und später auch Blues Collection, worunter B. B. King, Klaus Doldinger, Mahavishnu Orchestra, Champion Jack Dupree, Howlin’ Wolf, Bessie Smith und andere verlegt wurden.
Die Auswahl der in Lizenz gepressten Westproduktionen folgte kulturpolitischem Kalkül: Die innerhalb der DDR selbst angebotenen Lizenzveröffentlichungen hatten „künstlerische Qualität mit bürgerlich-humanistischer bzw. sozialistischer Haltung zu vereinen“. Gegenüber so genannten Gestattungsproduktionen, die primär für Devisen in Intershops angeboten wurden, galten weniger restriktive Vorgaben.

## Sampler
Außer Einzelalben wurden auch zahlreiche Sampler veröffentlicht, darunter 1964/65 Big Beat I und II oder die in 16 Folgen von 1972 bis 1976 erschienene Reihe Hallo (teils mit Posterbeilage). Von 1976 bis 1989 erschien die jährliche Kompilation Die großen Erfolge. Mit der in über 20 Folgen erschienenen Sampler-Reihe Kleeblatt wurden ab den späten 1970er Jahren jeweils vier Bands oder Interpreten mit jeweils mehreren Titeln auf einem Album vorgestellt. Unter dem Namen Amiga-Quartett wurden Platten im Single-Format mit jeweils vier Stücken veröffentlicht.

## Cover und Verpackung
Die Schallplattencover aller Veröffentlichungen wurden von einer firmeneigenen Gestaltungsabteilung entworfen und beim VEB Gotha-Druck produziert. Die Vorlaufzeit für eine Veröffentlichung betrug dort bis zu einem halben Jahr.
Die LPs (überwiegend handelte es sich um einzelne LPs, nur sehr selten wurden Doppel-LPs, LP-Boxen oder Ähnliches veröffentlicht) wurden in einer einfachen vierfarbigen LP-Hülle zumeist mit neutraler Innenhülle ausgeliefert. Beilagen oder Hüllen in Sonderformaten blieben seltene Ausnahmen. Auch für die Lizenzpressungen wurden zumeist eigene LP-Covers gestaltet, die sich oft an die Gestaltung der Originalausgaben anlehnten, jedoch auch häufig um politische Details verändert waren. So war bei den Bandfotos einer LP von Herbert Grönemeyer der Schlagzeuger retuschiert worden, weil er 1978 von der DDR in die Bundesrepublik übergesiedelt war. Bei einer LP von John Lennon wurde auf einen auf dem Cover enthaltenen Auszug der US-Verfassung verzichtet.
Die Singles erschienen aus Zeit- und Geldnot zeitweise nur in neutralen Hüllen oder einheitlich gestalteten Lochcovers. Auch wenn die Singles individuell gestaltete Covers aufwiesen, fielen diese häufig sehr einfach aus. So besteht die Covergestaltung zahlreicher Amiga-Singles nur aus Schrift, und die drei 1965 erschienenen Beatles-Singles verwenden jeweils dasselbe Covermotiv.
Grundsätzlich unterschied sich Amiga mit diesem kostensparenden Verfahren wesentlich von den Plattenfirmen in der Bundesrepublik Deutschland, die vollständige Druckdesigns verwendeten.
Die Amiga-Cover schuf zu einem wesentlichen Teil der zu den bedeutendsten Covergestaltern der DDR zählende Berliner Grafiker Christoph Ehbets (1935–1992). Die informativen Texte auf der Rückseite der Cover stammten bei Jazz-Platten zumeist von Karlheinz Drechsel und Werner Sellhorn.

## Auflagen
Laut dem ehemaligen Amiga-Leiter Jörg Stempel hatte der VEB im Vinylwerk in Potsdam-Babelsberg 1979 eine Presskapazität von zwölf Millionen LPs im Jahr. Dazu kamen vier Millionen Singles und vier Millionen Musikkassetten aus einer weiteren Produktionsstätte. Die Produktion musste immer ausgelastet sein. Sie wurde mit Lizenzproduktionen aufgefüllt.
Die Amiga-Produktionen mit den höchsten Auflagen waren folgende Alben:
- Weihnachten in Familie mit Frank Schöbel und Aurora Lacasa (bis zum Ende der DDR rund 1,6 Millionen Exemplare, nach anderen Angaben bis 2002 1,4 Millionen)[4])
- Rock’n Roll Music von den Puhdys (rund 1,1 Millionen Exemplare)
- Der blaue Planet von Karat (rund 1 Million Exemplare)

## Preisgestaltung
Der Preis für eine Amiga-Langspielplatte lag fest bei 16,10 DDR-Mark. Diejenigen Amiga-LPs, deren Nummern mit 845 beginnen, wurden für 12,10 DDR-Mark verkauft, etwa Folk-Schallplatten oder Musikproduktionen für Kinder. Auch für Doppelalben, Singles und Musikkassetten gab es feste Preise. Gelegentlich wurden Restposten zum niedrigeren Preis verkauft.

## Filme
- 2017: Amiga – Der Sound der DDR. Regie: Heike Sittner, MDR (www.mdr.de)